# Alliance Airlines

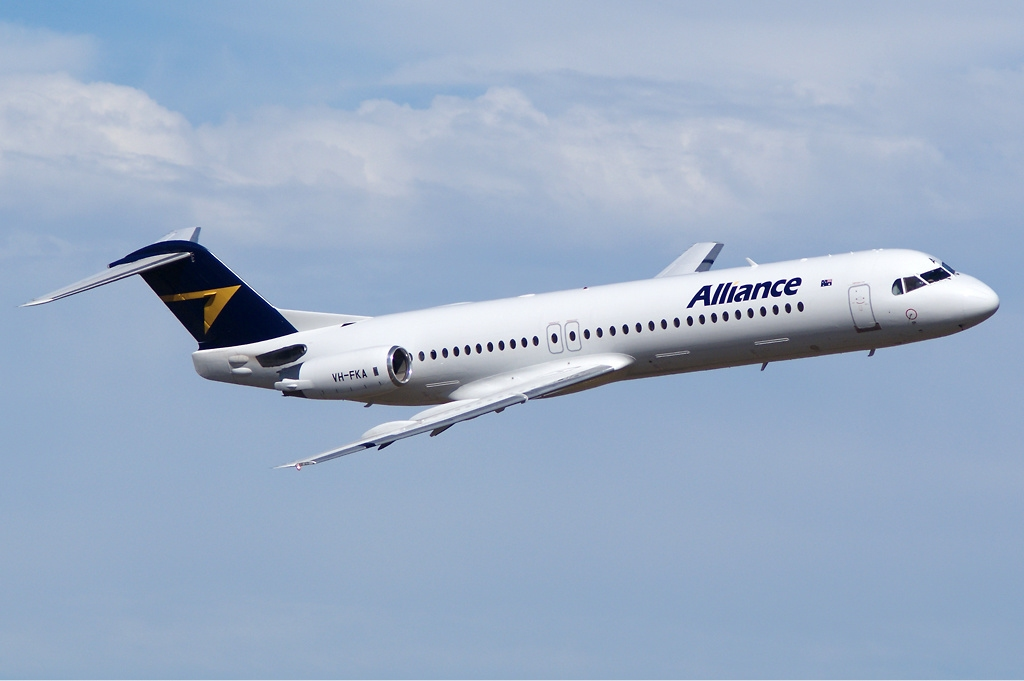
Alliance Airlines Fokker 100 en vuelo cerca de Bundaberg Aeropuerto

Alliance Airlines es una compañía de transporte aéreo creada en 2002 con base principal en el Aeropuerto Internacional de Brisbane. También opera en Queensland, Adelaide, Cairns, Melbourne, Perth, Townsville, Darwin y Rockhampton, proporcionando transporte fly-in fly-out, principalmente al sector minero y energético local. 
La compañía posee y opera una flota de jets y turbohélices, Fokker, Fokker y Embraer 190. Aliance también ofrece servicios ad hoc para clientes corporativos y gubernamentales. Aliance cotiza en el mercado de valores australiano ASX.
En febrero de 2011 Qantas adquirió el 19.9% de las acciones de la empresa. La aerolínea tiene una capitalización de mercado de aproximadamente 190 millones de  dólares

## Destinos
Alliance opera actualmente servicios de siete bases aeroportuarias, incluyendo el Aeropuerto Internacional de Adelaida, Brisbane, Cairns, Darwin, Melbourne, Perth y Townsville a 28 minas en todo Australia según sus contratos de FIFO, la conexión de los empleados y los proyectos mineros y energéticos remotos
Alliance Airlines transporta actualmente a los trabajadores a muchos de los mayores proyectos de minería en Australia:  Argyle, Ballera, Cannington, Cloncurry, Groote Eylandt, Lawn Hill, Mt Isa, Níquel West, Olympic Dam, Phosphate Hill, Prominent Hill, Shay Gap, Telfer. Los clientes de Aliance son en su mayoría grandes empresas mineras y energéticas, como BHP Billiton, Newcrest Mining, CITIC Pacific, Incitec Pivot, Minerales y Metales Grupo, Santos y OZ Minerals.
En 2013 Alliance Airlines adquiere dos Fokker 70 de Air Panama.
Alliance Airlines inició sus vuelos chárter entre Melbourne y Ayers Rock del 4 de abril de 2014.

## Flota

### Flota Actual
En diciembre de 2024, la flota de la Alliance Airlines poseía los siguientes aviones:
La flota de la aerolínea tiene, en diciembre de 2024, una edad media de 24,2 años.

### Flota Histórica

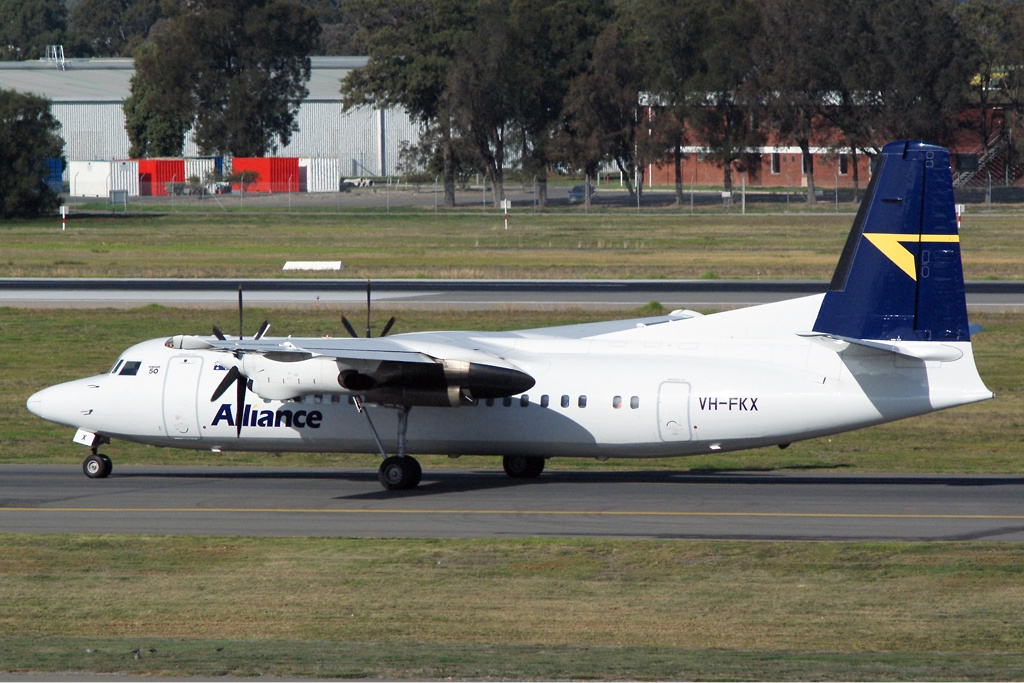
Alliance Airlines Fokker 50 en Adelaide Airport